# John Sloan Dickey
Pour les articles homonymes, voir Dickey.
John Sloan Dickey (4 novembre 1907 à Lock Haven – 9 février 1991 ) est un diplomate, enseignant et intellectuel américain. Il a été le président du Dartmouth College, à Hanover (New Hampshire) entre 1945 et 1970, et contribua à redonner du dynamisme à cette institution de l'Ivy League. Il l’ouvrit aux cultures étrangères, par exemple avec la mise en place d’un département de civilisation russe. Il proposa également des programmes sociaux dont le fer de lance fut la fondation William Jewett Tucker. Il doubla le nombre d’étudiants afro-américains. Il fit construire le centre culturel Hopkins et le Kiewit Computation Center dédié à l’informatique.